# Kerabistus affinis
Kerabistus affinis är en insektsart som först beskrevs av Haan 1842.  Kerabistus affinis ingår i släktet Kerabistus och familjen Aschiphasmatidae. Inga underarter finns listade i Catalogue of Life.